# Richard Kröll
Richard Kröll (ur. 15 marca 1968, zm. 5 października 1996) – austriacki narciarz alpejski. Najlepsze wyniki w Pucharze Świata osiągnął w sezonie 1994/1995, kiedy to zajął 20. miejsce w klasyfikacji generalnej. Najlepszym wynikiem Krölla na mistrzostwach świata było 11. miejsce w zjeździe podczas mistrzostw świata w Morioce.
W 1996 r. Kröll zginął w wypadku samochodowym.

## Sukcesy

### Puchar Świata

#### Miejsca w klasyfikacji generalnej
- 1987/1988 – 115.
- 1988/1989 – 102.
- 1989/1990 – 23.
- 1991/1992 – 112.
- 1992/1993 – 67.
- 1993/1994 – 52.
- 1994/1995 – 20.
- 1995/1996 – 34.

#### Miejsca na podium
1. Alta Badia – 14 stycznia 1990 (gigant) – 1. miejsce
2. Veysonnaz – 23 stycznia 1990 (gigant) – 1. miejsce
3. Veysonnaz – 3 marca 1990 (gigant) – 3. miejsce
4. Hinterstoder – 11 stycznia 1994 (gigant) – 3. miejsce
5. Bormio – 16 marca 1995 (supergigant) – 1. miejsce
6. Vail – 2 grudnia 1995 (supergigant) – 2. miejsce